# Burguesia nacional
Burguesia nacional é o nome que entre algumas correntes marxistas se atribui aos sectores da burguesia dos países colonizados ou subdesenvolvidos que pretenderiam o desenvolvimento autónomo dos seus países, e assim teriam interesses contrários aos do grande capital multinacional e dos grandes proprietários rurais (considerados como "feudais" ou "semifeudais").